# 罗泽略尔
罗泽略尔（法語：Rozelieures，法語發音：[ʁozəljœʁ]）是法国默尔特-摩泽尔省的一个市镇，属于吕内维尔区。

## 地理
罗泽略尔（48°27'2"N, 6°26'4"E）面积9.38 平方千米，位于法国大東部大區默尔特-摩泽尔省，该省份为法国东北部内陆省份，是洛林的一部分，北邻比利时、卢森堡，北起顺时针与摩泽尔省、下莱茵省、孚日省和默兹省接壤。
与罗泽略尔接壤的市镇（或旧市镇、城区）包括：克莱约尔、莫里维莱、勒姆诺维尔、圣布安、圣雷米欧布瓦、韦讷泽。

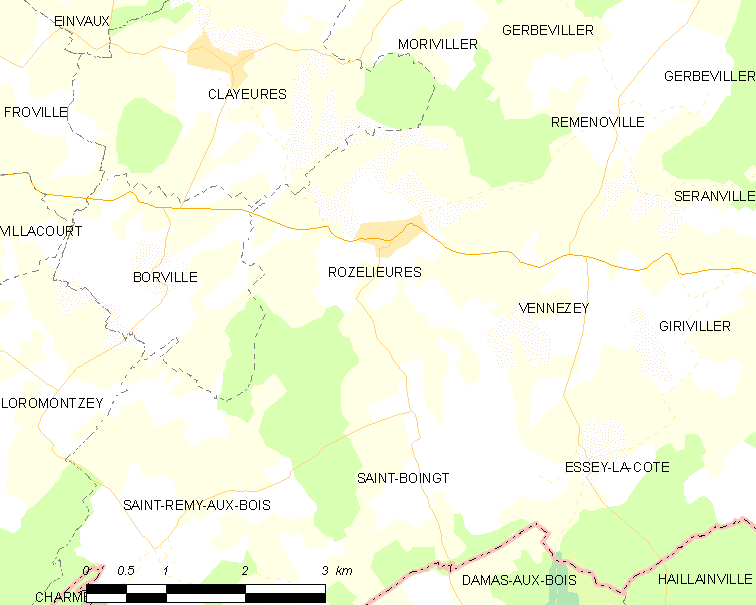
罗泽略尔的OSM定位图

罗泽略尔的时区为UTC+01:00、UTC+02:00（夏令时）。

## 行政
罗泽略尔的邮政编码为54290，INSEE市镇编码为54467。

## 政治
罗泽略尔所属的省级选区为吕内维尔第二县。

## 人口

1962-2008年间罗泽略尔人口变化图示

罗泽略尔于2022年1月1日时的人口数量为183人。